# Hugonotes

Cruz hugonote utilizada entre los siglos y. Actualmente es el emblema de la Iglesia Reformada de Francia.

El término hugonotes (en francés: huguenots; pronunciación en francés: /yɡ(ə)no/) es el antiguo nombre otorgado a los protestantes franceses de doctrina calvinista durante las guerras de religión. A partir del siglo XVII, los hugonotes serían denominados frecuentemente Religionnaires, ya que los decretos reales —y otros documentos oficiales— llamaban al protestantismo en forma desdeñosa como una «pretendida religión reformada».

## Etimología
El término original francés «huguenot» (pronunciado [yɡ'no] o [yɡə'no]) habría aparecido en 1560 en textos de la época y en la correspondencia de autoridades del poder real, en sustitución de «luthérien» («luterano»), utilizado hasta entonces. Si algunos autores señalan desconocer el origen del apodo, otros recogen distintos orígenes posibles, pero el origen etimológico de «hugonote» sigue siendo un tema de debate.
El porqué de la denominación no es bien conocido, pero al igual que la mayoría de los apodos dados por la mayoría católica a los protestantes en diversos países, hugonote habría tenido en su origen un sentido peyorativo que el siglo XVI explicó diciendo que el término era sinónimo de «partidario del diablo». De hecho, en un contexto de enfrentamientos por la legitimidad religiosa en los que se buscaba demonizar al enemigo, se acusaba frecuentemente a los hugonotes de rendir culto al Diablo debido a que practicaban sus ceremonias de noche.
Así es como el filólogo y humanista hugonote francés del siglo XVI, Henri Estienne, señala en su Apologie d'Hérodote (1566) que se trataba de vincular a los protestantes como súbditos de un fantasma de la ciudad de Tours:

… los protestantes de Tours solían congregarse de noche en un local próximo a la puerta del rey Hugo, a quien el pueblo tenía por un espíritu y como, con ocasión de esto, un fraile hubiese dicho, en su sermón, que los luteranos habían de llamarse hugonotes, como súbditos del rey Hugo, puesto que únicamente podían salir de noche, como hacían; el apodo se hizo popular desde 1560, y por mucho tiempo se conoció por hugonotes a los protestantes franceses.

De la misma manera el historiador y humanista Étienne Pasquier, contemporáneo de las guerras de religión, decía que la palabra «huguenot» provendría del rey Hugon o Huguet de Tours para dar a entender que los protestantes eran discípulos de un espíritu de las tinieblas porque solo se reunían de noche. Teodoro de Beza, colaborador y sucesor de Juan Calvino, menciona también esta etimología, evocando a los protestantes de Tours.
Las fuentes actuales apuntan hacia otro posible origen etimológico del término «hugonote». El historiador H. G. Koenigsberger, entre otros, en su obra El mundo moderno (1500-1789), sostiene que el nombre podría provenir de la palabra alemana Eidgenossen, o sea, 'confederados', nombre que utilizaba el partido de patriotas ginebrinos que se aliaron con la confederación de cantones suizos —que ya se habían adherido a la Reforma Protestante— para liberarse del dominio del duque de Saboya, católico, cuyos partidarios eran denominados «mammellus». De esta palabra habría derivado eignots, empleada por los protestantes de Ginebra en la época de Calvino. En las minutas del Consejo de la ciudad aparecen como aguynos, y en 1520 como eyguenots, en el patois ginebrino. El príncipe de Condé, en un documento de 1562 recogido en sus memorias, emplea las palabras Aignos y Aignossen para referirse a los protestantes franceses de la Conjura de Amboise, que fracasaron en su intento de sustraer al rey de Francia de la poderosa influencia de la Casa de Guisa en 1560.
Esa expresión podría haberse mezclado también con el nombre Hugues, de Hugues Besançon, el político suizo que dirigía el partido de los confederados ginebrinos antes de la llegada de Calvino. Es preciso recalcar que esta terminología se usaba en los años en los que las comunidades hugonotes de Francia mantenían estrechos lazos con Ginebra, donde Calvino había establecido desde 1538 seminarios en los que formar a los exiliados franceses que habían de propagar la doctrina calvinista una vez de vuelta en su país.
Entre los autores que apoyan la influencia del nombre Hugues, varios hacen derivar «Huguenot» de Hugo Capeto, basándose en declaraciones del historiador flamenco del siglo XVI, Francisco Haraeo. Según esta teoría, serían los Guisa los que habrían apodado de manera despectiva Huguenots a los protestantes de la Conjura de Amboise, por ser estos fieles defensores de los descendientes de Hugo Capeto.

## Reforma en Francia
El verdadero organizador de los reformados franceses fue Juan Calvino, prosiguiendo el movimiento iniciado por Martín Lutero en Sajonia. Las ideas de estos dos reformistas gozaron de cierto éxito en Francia, país en el que el Cisma de Occidente, el progreso del galicanismo, la Pragmática Sanción de Bourges y la guerra de Luis XII de Francia contra el papa Julio II habían debilitado de manera considerable el prestigio y la autoridad papal.
De acuerdo con lo señalado por el evangélico Samuel Vila Ventura en su Enciclopedia Ilustrada de Historia de la Iglesia, el movimiento hugonote francés se remonta a la publicación en París de la obra de Jacques Lefèvre d'Étaples: Sancti Pauli Epistolae XIV ex Vulgat: adiecta intelligentia ex Graeco, cum commentariis, en 1512, en la cual se enseñaba claramente la doctrina de la justificación por la sola fe; el prefacio de sus comentarios de los Evangelios, publicados en 1522, es a veces considerado como el texto fundacional de la Reforma en Francia. Se le unieron varios discípulos, como los teólogos Guillaume Farel, Jodocus Clichtove, Gérard Roussel, Nicolas Cop, Etienne Poncher y Michel d'Arande, todos ellos miembros del Cenáculo de Meaux, una escuela impulsada y amparada por el obispo de Meaux, Guillaume Briçonnet, que les invitó a que estudiaran en su diócesis una reforma que volviese a los orígenes del cristianismo, sin por ello romper con la religión católica. La reina Margarita de Navarra, hermana del rey Francisco I y abuela del futuro rey Enrique IV de Francia, les brindó su apoyo ante el rey y favoreció la expansión de las nuevas ideas en sus dominios. Francisco I, educado en los principios humanistas del Renacimiento, se mostraba relativamente tolerante hacia las nuevas ideas pero se encontraba dividido entre su deseo de complacer al papa y la conveniencia de ganarse el apoyo de los príncipes luteranos germánicos en contra de Carlos V.
Desde 1520 los escritos de Lutero se habían divulgado entre los eruditos de Francia y centenares de copias de sus libros se vendían en París, pero la facultad de teología de La Sorbona condenó sus escritos en 1521. A instigación de La Sorbona, y dotado por el papa León X de poderes especiales para la eliminación de la herejía, el Parlamento de París inició brutales medidas de represión en 1525, aprovechando que el rey estaba preso en Madrid. Varios pensadores reformistas fueron detenidos, torturados o quemados vivos. El Cenáculo de Meaux se disolvió; algunos de sus miembros se retractaron, otros huyeron a Estrasburgo y a Suiza o buscaron protección en las regiones donde gobernaba Margarita de Navarra.
Tras el Asunto de los Pasquines en octubre de 1534, en el que miles de panfletos contra la misa católica fueron pegados en París, en las provincias y hasta en la puerta de los aposentos del Rey, este se inclinó hacia las demandas de los católicos y adoptó una actitud francamente hostil hacia los reformistas, actitud que mantuvo hasta su muerte en 1547. En 1535, participó en una procesión solemne en la que fueron quemados seis protestantes, dejó que el Parlamento arrestara en Meaux a 74 de ellos, de los que 18 fueron quemados vivos, y promulgó un edicto que ordenaba la erradicación del luteranismo y de sus seguidores. A los pocos meses Juan Calvino, que había huido a Basilea, publicó su obra La Institución de la Religión Cristiana (1535) cuyo prefacio era dirigido al rey Francisco I de Francia. Editada en francés en 1541, la obra le dio fama y tuvo una profunda influencia en el desarrollo del protestantismo en Francia, que se alejó definitivamente del catolicismo.
Una vez establecido en Ginebra en 1536, Calvino ayudó a organizar las comunidades reformadas de Francia, denominada "iglesia reformada" en los textos oficiales. Sus discípulos instruidos en Ginebra regresaban a sus lugares de origen a fin de ganar nuevos adeptos y de organizar las comunidades hugonotes. Ante la propagación de la nueva fe, los antiguos edictos de tolerancia fueron sustituidos entre 1539 y 1540 por nuevos textos que otorgaban poderes inquisitoriales a los tribunales y a los magistrados. El sucesor de Francisco I, Enrique II de Francia, mantuvo la lucha contra la Reforma; en 1547 el Parlamento de París creó una comisión, la Chambre ardente (Cámara ardiente), para juzgar a los Reformados, y en junio de 1551 el edicto de Châteaubriant codificó todas las medidas que se aplicaban en la defensa de la fe católica. En consecuencia, muchos protestantes fueron ejecutados en París, Burdeos, Lyon, Rouen y Chambéry. Se considera que esta alianza entre la Corona, La Sorbona y el Parlamento de París impidió que la Reforma se extendiera en Francia con el mismo éxito que en Inglaterra o en Alemania.
Pero, a pesar de las persecuciones el protestantismo se introdujo en todas las provincias francesas. A partir de 1547 las comunidades empezaron a constituir iglesias, si bien la primera iglesia reformada fue establecida oficialmente en París en 1555. Otras siguieron, en Meaux, Poitiers, Lyon, Angers, Orléans, Bourges y La Rochela. En el Sínodo de París de 1559, los protestantes franceses decidieron en su gran mayoría aprobar una declaración doctrinal claramente calvinista, para presentarla ante el nuevo rey de Francia, Francisco II.
Sin embargo, la influencia de la Casa de Guisa, enemiga declarada de la Reforma, desató como respuesta, una política claramente represiva en contra de la ya respetada minoría protestante. Las familias hugonotes serían perseguidas por todos los medios y por espacio de más de treinta años (1562 a 1598). Habiendo también persecución de católicos por protestantes como en la Miguelada.

## Enrique IV de Francia
El más célebre de los hugonotes fue, sin duda, Enrique de Navarra, hijo de la calvinista Juana de Albret y del católico Antonio de Borbón, futuro rey Enrique IV de Francia. Fue obligado a abjurar, para salvar su vida, durante la matanza de San Bartolomé (24 de agosto de 1572), Posteriormente volvió a abrazar el protestantismo, una vez a salvo en su reino; para abjurar de manera definitiva, en 1593, al comprender, ante su fracaso de ocupar París, que ser católico era una condición imprescindible para ser reconocido como rey de Francia. Diciendo la famosa frase: "París bien vale una misa".
Durante su reinado, restauró la paz civil en Francia firmando el Edicto de Nantes (13 de abril de 1598) y concediendo determinadas plazas fuertes a los protestantes. Fortalezas que serían ocupadas a partir de 1621 por Luis XIII, comenzando por Saumur y Saint-Jean-d'Angély. Siendo las últimas La Rochela el 28 de octubre de 1628, Privas el 28 de mayo, Alés el 17 de junio y Montauban el 21 de agosto de 1629.

## La persecución y la iglesia del Desierto

Principales centros hugonotes en el siglo hasta el Edicto de Nantes de 1685.

El 18 de octubre de 1685, Luis XIV de Francia, el Rey Sol, decide revocar el Edicto de Nantes e iniciar la conversión sistemática de los franceses protestantes. Desde 1681 en la provincia de Poitou, y a partir de 1685 en todo el territorio de Francia menos en París, recurrió, entre otras iniciativas, a las dragonadas. Esta práctica represiva consistía en alojar a un grupo de dragones en casa de una familia de hugonotes para obligarles a convertirse al catolicismo mediante vejaciones, torturas y el saqueo de sus pertenencias. Ante el anuncio de la llegada de los dragones, pueblos enteros se convertían, aterrorizados.
Desde 1661, los hugonotes empezaron a emigrar debido al cúmulo de interdicciones y limitaciones del Edicto de Nantes impuestas por el gobierno de Luis XIV. En 1669, un edicto real se lo prohíbe castigándolos con las galeras para los hombres, la prisión para las mujeres, y la confiscación de todos sus bienes. A partir de 1682, la prohibición se extiende a los nuevos conversos. Entre 1686 y 1689 se produjo un éxodo masivo que continuó hasta las primeras décadas del siglo XVIII. Entre 1685 y 1715, se calcula que emigraron unos 200.000 hugonotes.
Numerosos hugonotes huyeron a los Países Bajos, Suiza, Inglaterra y a diversas ciudades evangélicas alemanas, como Kassel, Erlangen y Berlín en Prusia. Otros muchos se instalarían en las colonias británicas del Cabo y la América británica y comenzarían sus propias iniciativas colonizadoras, cuyos descendientes contribuirían a la fundación de naciones modernas como Sudáfrica y los Estados Unidos de América.
En el artículo «Refugiado» de la Enciclopedia de Diderot y D'Alembert se encuentra esta cita: «Luis XIV, al perseguir a los protestantes, ha privado a su reino de más de un millón de hombres trabajadores» (artículo que, se supone, escribió Voltaire). Los emigrantes pertenecían en su mayoría a los sectores de la producción artesanal e industrial, a las profesionales liberales, al ejército y a la enseñanza. Su marcha ralentizó el desarrollo económico de Francia y benefició a los países de acogida, como Alemania, arruinada tras la Guerra de los Treinta Años. Los que se quedaron en Francia fueron perseguidos hasta mediados del siglo XVIII.
A pesar de las conversiones forzadas, muchos continuaron profesando el protestantismo de manera clandestina en lo que se llamó la iglesia del «Desierto». Las comunidades de fieles se reunían en sus domicilios para practicar su liturgia en secreto y se congregaban en asambleas multitudinarias en lugares apartados, a menudo de noche. Estas «asambleas del Desierto» podían reunir hasta 2000 o 3000 personas, y al terminar su sermón el pastor celebraba decenas de bodas y bautizos. Algunas cuevas del sur de Francia se conocen con el nombre de «cuevas de los hugonotes», en las que se refugiaban los predicadores que iban de paso para evitar ser arrestados.
Los sermones, los rezos y las cartas manuscritas de los pastores, así como los libros incautados en aquella época, revelan que a partir de 1730-1740 existía gran variedad de tipos de fe y que la teología de los hugonotes se distanciaba cada vez más del calvinismo ortodoxo, dando lugar a la aparición de nuevas teologías abiertas a la influencia de las ideas del Siglo de las Luces.
Si bien el Edicto de Versalles de 1787, promulgado bajo el reinado de Luis XVI, permitió a los no-católicos practicar su religión de manera privada y les devolvió el acceso al registro civil, los protestantes no tuvieron plena libertad de culto hasta la Revolución francesa, con la aprobación de la Constitución de 1791.

## Edad Contemporánea
Las libertades básicas de los protestantes en ese país, incluyendo el reconocimiento legal de sus matrimonios, es decir, de sus familias, fueron admitidas nuevamente por el Estado francés en 1802.
A mediados del siglo XVIII, los protestantes se dividieron por causa del liberalismo,[cita requerida] pero en el 25 de octubre de 1905 fueron capaces de organizar la Federación Protestante de Francia (en francés: Fédération Protestante de France) para «defender los intereses protestantes» en el contexto de un Estado laico y coordinar los esfuerzos de evangelización, educación de los pastores, enseñanza de la feligresía y misiones.
La FPF agrupaba en 2007 a diecisiete iglesias y uniones de iglesias (luteranas, reformadas-calvinistas, bautistas y evangélicas en general). La población protestante de Francia se estima en un millón cien mil feligreses aproximadamente, a los que hay que añadir otros 400.000 evangélicos agrupados en la Federación Evangélica de Francia (FEF), organizada en 1969 y que abarca a unas 425 organizaciones de corte evangelicalista, es decir, que enfatizan la autoridad unívoca de la Biblia, el compromiso militante y el nuevo nacimiento, en contraposición al entronque histórico enraizado en las Reformas (Protestante y Radical) y en la herencia religiosa medieval de cátaros y hugonotes.
Con ocasión de las celebraciones por el centenario de la Federación Protestante de Francia, Le Monde publicó en octubre de 2005 una entrevista al pastor Jean-Arnold de Clermont, presidente de la FPF ese año, en la que afirmaba que «el protestantismo francés no tiene color político» y añadía, con respecto a sus relaciones con la Federación Evangélica de Francia, que la federación centenaria «reúne a iglesias diferentes en un proyecto asociativo que pone el acento en la relación con la modernidad», mientras que el proyecto de la FEF es el de «reunir a las iglesias en torno a una Declaración de Fe». Puestas así las cosas, concluía que «no estamos en competencia con la Federación Evangélica de Francia».